# روز دادرسی (فیلم ۱۹۹۹)
روز دادرسی (انگلیسی: Judgment Day) فیلمی در ژانر علمی–تخیلی و اکشن است که در سال ۱۹۹۹ منتشر شد. از بازیگران آن می‌توان به آیس-تی، سوزی آمیس، ماریو فن پیبلز، کولیو، و تام لیستر جونیور اشاره کرد.